# Пяст Коларя
Пяст Коларя (на полски: Piast Kołodziej) е полулегендарен велможа на славянското племе поляни, които го избират за свой княз. Основоположник на едноименната династия, управлявала Полша до 1370 г.